# Îlet Duberran
Îlet Duberran är en ö i Guadeloupe (Frankrike). Den ligger i den centrala delen av Guadeloupe, 50 km nordost om huvudstaden Basse-Terre.